# David Fällman
David Thomas Fällman (sinh ngày 4 tháng 2 năm 1990) là một cầu thủ bóng đá người Thụy Điển thi đấu cho Hammarby IF ở Allsvenskan ở vị trí hậu vệ.